# Vajra

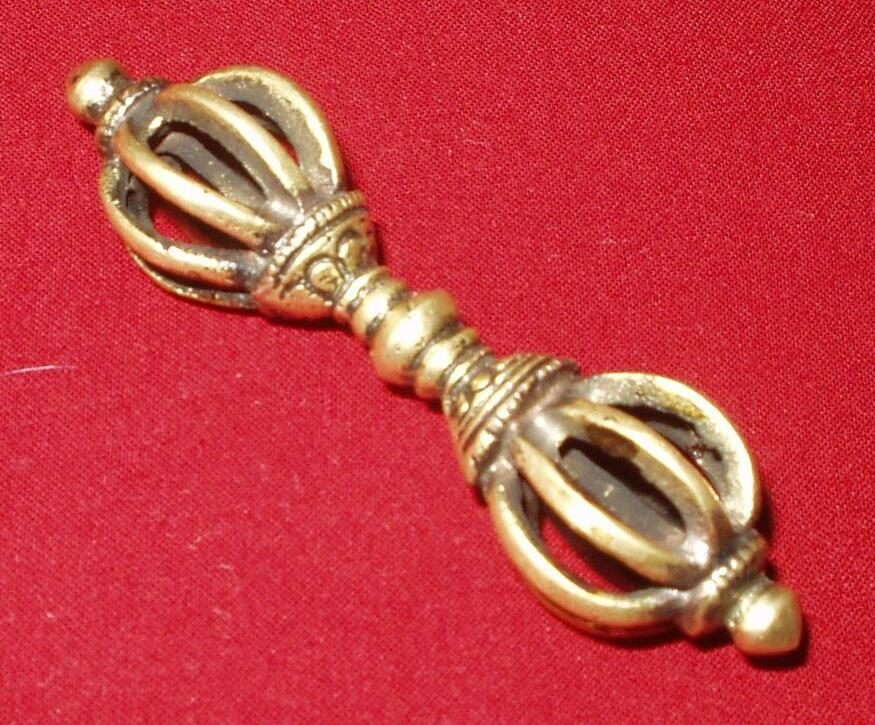
Vajra tibetano

Vajra è un termine sanscrito che significa sia fulmine sia diamante oltre che un oggetto simbolico che lo rappresenta nell'Induismo e nel Buddismo tibetano, soprattutto nei rituali tantrici.
L'equivalente in tibetano è detto dorje, che è anche un nome di persona molto diffuso in Tibet, Bhutan e Mongolia (nella forma di Дорж Dorj).
Il vajra è presente nelle insegne dei dignitari del lamaismo. Nello stesso tempo, il vajra simboleggia il principio maschile della manifestazione universale, e così il fulmine è associato all'idea di paternità divina, associazione che ritroviamo altrettanto chiaramente nell'antichità occidentale, poiché il fulmine è il principale attributo di Zeus Pater o Ju-piter, il padre degli dei e degli uomini, che fulmina i Titani e i Giganti così come Thor e Parashu-Râma distruggono gli equivalenti con le loro armi di pietra.

## Induismo
Nella mitologia induista il vajra, che rappresenta il fenomeno naturale del fulmine, viene impugnato come arma da Indra, Re degli dei, in modo del tutto simile a Zeus, il Padre degli dei nella mitologia greca. Il vajra rappresenta l'indistruttibilità, e in quanto l'arma più potente, ha la qualità di non poter essere usato in modo inappropriato e ha la proprietà di tornare sempre a chi lo impugna.
Si narra che il vajra sia stato fatto con le ossa dell'asceta Dadhichi per uccidere Vritra. Questi era sotto la protezione di Śiva il quale gli aveva promesso che non sarebbe stato ucciso né da armi metalliche né da non metalliche, né prodotte dall'uomo né dagli dei. Il vajra, quindi, trascende tutte queste categorie simboleggiando la natura stessa della realtà.

## Buddismo
Da questa simbologia, il vajra come simbolo della natura del reale, la trasformazione e l'uso nel Buddismo diventa chiara con l'identificazione di quella natura con il concetto di Vuoto (Sanscrito: sunyata). Il vuoto, la natura stessa dell'illuminazione, è come un fulmine e indistruttibile come il diamante. Questo concetto viene ad assumere un carattere così centrale nella speculazione buddista da dare il nome alla terza grande trasformazione del buddismo con il Vajrayana cioè Veicolo di Diamante dopo lo Hinayana e il Mahayana.

### Buddismo Vajrayana

#### Come prefisso
All'interno di questo contesto vajra tende ad assumere il valore di prefisso a molti termini e nomi di persone o entità: 
- la yidam Vajrayogini (= la praticante yoga tantrica del vajra),
- l'Adibuddha Vajrasattva (= l'essere di vajra) o Vajradhara (tibetano: Dorje Chang),
- il bodhisattva trascendente Vajrapani (= il portatore di vajra) (tibetano: Chana Dorje),
- Vajragarbha (= generatore di vajra), uno dei trentacinque Buddha della confessione,
- Vajrasadhu (= il devoto del vajra), già divinità tibetana prebuddista, trasformata in protettore degli oracoli da Padmasambhava,
- Vajrabhairava (il terrifico del vajra), o Yamantaka (tibetano: Dorje Jigje), divinità distruttrice di Yama, la Morte, e divenuto uno degli otto Dharmapala, difensori del buddismo e patrono della corrente monastica dei Gelugpa,
- Vajravarahi (= la troia del vajra), una visualizzazione della Vajrayogini con una testa di scrofa tra i capelli, variante della dea Marici,
- Vajradhatvishvari, prajña, partner tantrica, dell'Adibuddha Vairocana,
- Vajrasattvamika, prajña, partnen tantrica, dell'Adibuddha Vajrasattva.

L'utilizzo di 'vajra-' come prefisso sottolinea il tentativo di cogliere l'aspetto trascendente di tutti i fenomeni e sacralizza le attività del praticante nel coinvolgere le energie psicofisiche nella meditazione e nella visualizzazione di queste figure.

#### Come oggetto fisico e simbologia
Come oggetto fisico il vajra viene rappresentato in pittura e scultura, così come in bronzetti.
Questi sono composti da una sfera centrale, da due loti con otto petali, posti simmetricamente ai lati della sfera, da cui partono dei denti che si allargano per poi congiungersi in due punti in asse tra loro, uniti con un dente centrale secante perpendicolarmente la sfera.
La sfera centrale simboleggia il Vuoto, da cui si diparte il fenomenico, ovvero i 'denti', che poi tornano ad unirsi. I due loti rappresentano i due poli opposti di Nirvāṇa e Saṃsāra, fondamentalmente identici dal punto di vista del Vuoto.
Talora, dopo i loti e prima dei denti, sono rappresentati 2 o 4 o 8 makara, esseri mitologici ibridi metà rettile e metà pesce, simboleggianti l'unione degli opposti che trascende la comprensione fenomenica.
Dalle bocche di questi makara escono delle lingue, che sono i 'denti' del vajra che si uniscono alla fine assieme, trasformando nuovamente l'apparenza nel Vuoto. Sono di numero variabile: spesso quattro o otto, escludendo il dente centrale assiale.
Nel caso in cui siano quattro, più il quinto centrale, vengono a rappresentare i cinque veleni dell'esistenza, le cinque saggezze e i cinque Buddha trascendenti:
| Veleno   | Saggezza                    | Buddha trascendente | Partner tantrica  |
| -------- | --------------------------- | ------------------- | ----------------- |
| avidità  | saggezza della Talità       | Amitabha            | Pandara           |
| odio     | saggezza speculare          | Akṣobhya            | Locana            |
| mania    | saggezza della realtà       | Vairocana           | Vajradhatvishvari |
| orgoglio | saggezza dell'individualità | Ratnasaṃbhāva       | Mamaki            |
| invidia  | saggezza onnipotente        | Amoghasiddhi        | Tara              |

Nell'iconografia tantrica tutte le entità nel cui nome compare il prefisso vajra- vengono rappresentate con un vajra in mano (o tra i capelli come nel caso di Yamantaka). Ma non è una loro esclusiva. Ad esempio anche Padmasambhava viene sempre rappresentato col vajra nella mano destra, mentre il buddha trascendente Aksobhya lo tiene con la sinistra.
Spesso in pittura il vajra assume la forma doppia di due vajra disposti a croce che condividono la medesima sfera, detto vishvajra (vajra doppio).
Come elemento 'maschile' il vajra ha come controparte 'femminile' la campana (sanscrito: ghanta), venendo così a rappresentare rispettivamente l'attività compassionevole (sanscrito: karuna) e la saggezza (sanscrito: prajña). Con il vajra nella destra e la ghanta nella sinistra, tenendo le mani incrociate sul petto e pronunciando l'Hum si ha la Mudrā detta vajrahumkaramudra.
Mezzo vajra viene impiegato anche come manico della campana ghanta e del vajrakila (tibetano: phur ba) una sorta di pugnale a tre lame o picchetto da tenda che presenta tre volti di Dharmapala sull'impugnatura. Anche lo scettro (sanscrito: danda) presenta un lato con mezzo vajra e l'altro con un teschio.

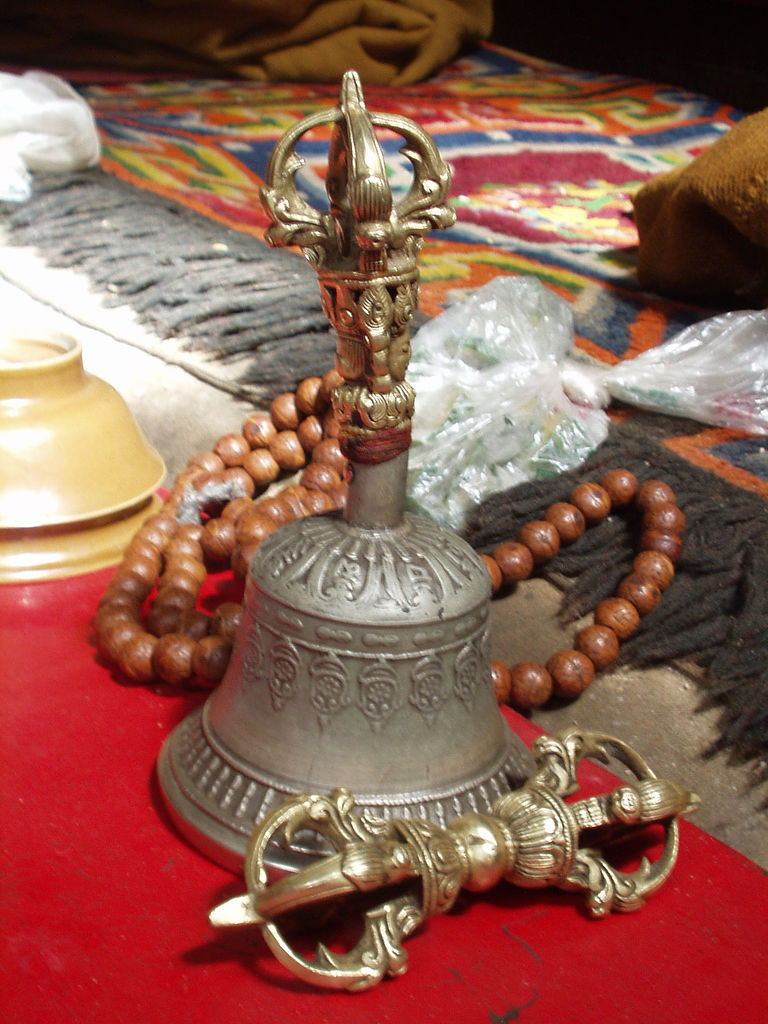
Vajra, ghanta e il 'rosario' Akṣamālā

Il vishvajra (vajra doppio) viene inserito anche nel 'bastone magico' (sanscrito: khatvanga) che indica chi ha raggiunto la padronanza dei fenomeni magici. Sopra il vishvajra sono infilzate, nell'ordine, una testa appena mozzata, una testa in putrefazione e un cranio, sulla cui sommità si trova un vajra.